# Ludoviko Zamenhof Központ
A Ludoviko Zamenhof Központ (LZK) egy kulturális intézmény, amelyet a lengyelországi Białystokban alapítottak a város polgármesterének javaslatára, a 2009-es Eszperantó Világkongresszus alkalmából. 2009. július 21.-én nyílt meg Bialystok egyik kulturélis központja. Az LZK kezdetben a Bialystok Kulturális Központ részeként működött, majd 2011 januárjában önállósult. 2017 januárjában a központ ismét a Bialystok Kulturális Központ része lett.
A központ A fiatal Zamenhof Bialystok állandó kiállításnak és különféle időszaki kiállításoknak, koncerteknek, filmvetítéseknek, színházi előadásoknak ad helyet. Rendszeresen szerveznek megbeszéléseket, előadásokat és irodalmi bemutatókat.
Az LZK oktatási műhelyek sorozatát szervezi gyerekeknek és fiataloknak, olyan modern társadalmi-oktatási projekteket, mint pl. az Élő Könyvtár és az Ismerd meg Bialystokot című terepjáték.

## Az épület története
A ház jelenleg a Warszawska utca 19., korábban a 15. szám alatt volt található. 1896 előtt épült, és Markus Gordon tulajdona volt, a Rigai Kereskedelmi Bank fiókja működött benne. 1920-ban itt működött az Ideiglenes Lengyel Forradalmi Bizottság – a szovjet tekintélyelvűség képviselője, Feliks Dzerzsinszkij, Feliks Kon és Julian Marchlewski vezetésével. 1920 augusztusában 16 foglyot vittek el, a Warszawska és Sienkiewicza utcákból, a Północno-Obwodowa autópályára terelték, majd agyonlőtték őket. 1922-ben a házban kapott helyet a Lodzi Lengyel Részvénytársaság és Kereskedelmi bank. fiókja. 1926-ban Bronisława Woźnicka egy humán gimnáziumot és egy hétszintű reáliskolát hozott létre benne.1938-ban az iskola egyik termében a varsói Zaolzie Önkéntes Hadtest Tartalékos Főparancsnokságának toborzó irodája működött. 1933-ban a Munkásnők Szövetségének kezdeményezésére létrehozták benne Bialystok első óvodáját. Az iskolák 1939-ig működtek. 1944 után a házat, mint elhagyatott ingatlant a lengyel állam birtokba vette. Hosszú évekig egészségügyi szolgálatok működtek benne. Az elmúlt néhány évben az épület már üresen állt és állapota leromlott. 2008-ban rövid ideig működött benne az úgynevezett Hajléktalan Galéria, melynek keretében fotókiállítást is rendeztek a házban. Ugyanebben az évben a házat korszerűsítették és nagyrészt rekonstruálták a Ludoviko Zamenhof Központ igényei szerint. A központ 2009 júniusában nyitott meg.

## Fordítás
- Ez a szócikk részben vagy egészben  a   Centro Ludoviko Zamenhof című eszperantó Wikipédia-szócikk ezen változatának fordításán alapul.  Az eredeti cikk szerkesztőit annak laptörténete sorolja fel. Ez a jelzés csupán a megfogalmazás eredetét és a szerzői jogokat jelzi, nem szolgál a cikkben szereplő információk forrásmegjelöléseként.